# Кузнецов, Михаил Корнилович
Михаил Корнилович Кузнецов (вариант отчества Корнильевич; 1 [13] октября 1883, Усть-Уйское, Оренбургская губерния — неизвестно) — войсковой старшина Русской императорской армии (1917), командир 20-го Оренбургского казачьего полка (1919), награждён Георгиевским оружием.

## Биография
Михаил Кузнецов родился по одним данным 1 (13) октября 1883 года по другим —  29 сентября (11 октября) 1883 года в станице Усть-Уйской Усть-Уйского станичного юрта Челябинского уезда Оренбургской губернии, который относился к Войсковой территории Челябинского уезда (3-й военный отдел Оренбургского казачьего войска), ныне село входит в Целинный муниципальный округ Курганской области. Отец — сотник (в будущем полковник, станичный атаман и публицист) Корнилий Тимофеевич Кузнецов (1852—1918). В семье было 8 детей, Михаил — старший.
Окончил Второй Оренбургский кадетский корпус, после чего поступил в Михайловское артиллерийское училище, из которого выпустился в 1904 году.
31 августа (13 сентября)  1902 года «Вступил в службу» в Русскую Императорскую армию. Через неполные два года, в начале августа 1904 года, был произведён в хорунжие (со старшинством с августа 1903). Казачьим сотником стал после Русско-японской войны, в начале июля 1908 года (со старшинством с августа 1907), а подъесаулом — в начале октября 1911 (со старшинством с августа). Чин есаула «иррегулярной кавалерии» получил в 1915 году, с формулировкой «за боевые отличия» и старшинством с конца июля. После Февральской революции, в апреле 1917 года, стал войсковым старшиной (со старшинством с января и утверждением в занимаемой должности).
С 1904 года проходил действительную службу во 2-й Оренбургской казачьей батарее. По состоянию на 1907 год числился в 1-м Оренбургском казачьем артиллерийском дивизионе. В 1908 году служил 3-й Оренбургской казачьей батареи. В 1911 году вновь служил во 2-й Оренбургской казачьей батарее.
В начале Первой мировой войны, с 12 (25) августа 1914 года занимал должность младшего офицера в 5-й Оренбургской казачьей батарее. 20 декабря 1915 года (2 января 1916 года) получил назначение на пост командира 4-й Оренбургской казачьей батареи (вступил в должность 2 (15) января 1916 года) — командовал этим подразделением до 12 марта 1918 года.
С разгоранием Гражданской войны, в том числе и на Южном Урале, в середине июня 1918 года оказался на стороне антибольшевистских частей. 10 июля 1918 года возглавил 8-ю Оренбургскую казачью батарею, числившуюся в отряде атамана Бориса Владимировича Анненкова, но 14 июля 1918 года был переведён на аналогичный пост во 2-ю батарею 2-й Оренбургской казачьей дивизии. 26 июля 1918 года был ранен в бою под Верхнеуральском. 5 августа 1918 года утверждён в должности командира 2-й Оренбургской казачьей батареи. Затем стал командиром 8-й Оренбургской казачьей батареи.
С 11 октября 1918 года — заведующий артиллерийской частью и начальник артиллерии Бузулукской группы. С 14 октября 1918 года — заведующий артиллерийской частью Бузулукского фронта. С 3 января 1919 года — заведующий артиллерийским снабжением 4-й Оренбургской казачьей дивизии. Со 2 марта 1919 года — и.д. инспектора артиллерии II Оренбургского казачьего корпуса.
С 25 апреля 1919 года был зачислен в Оренбургский 20-й казачий полк на должность помощника командира по строевой части. Отличился 12 мая 1919 года в бою у хутора Биктеева, участвуя в конной атаке четырёх сотен полка, доведённой до удара холодным оружием; в результате, было захвачено два пулемёта и 76 пленных, а до 50 бойцов Рабоче-крестьянской Красной Армии было зарублено. За этот бой он был представлен к чину полковника. Буквально через два дня, 14 мая 1919 года, повторно отличился в бою.
В мае 1919 года он был назначен командиром 20-го Оренбургского казачьего полка, а в июне 1919 года получил контузию.
Дальнейшая судьба неизвестна.

## Военные чины
- Хорунжий, приказ от 3 (16) августа 1904 года, старшинство с 10 (23) августа 1903 года
- Сотник, приказ от 1 (14) июля 1908 года, старшинство с 10 (23) августа 1907 года
- Подъесаул, приказ от 5 (18) октября 1911 года, старшинство с 10 (23) августа 1911 года
- Есаул, приказ и старшинство с 23 июля (5 августа)  1915 года; за боевые отличия
- Войсковой старшина, приказ от 1 (14) апреля 1917 года, старшинство с 2 (15) января 1917 года

## Награды
- Орден Святого Владимира IV степени с мечами и бантом (1914—1917)
- Орден Святого Станислава II степени с мечами (1914—1917)
- Орден Святой Анны III степени с мечами и бантом (1914—1917)
- Орден Святого Станислава III степени, 6 (19) мая 1913 года;  мечи и бант (1914—1917)
- Георгиевское оружие, 21 декабря 1915 года (3 января 1916 года): за то, что в бою 4 декабря 1915 года «под огнём противника своим хладнокровием и спокойствием, пренебрежением всякой опасности поражает всех находящихся вблизи и является лучшим примером воинского бесстрашия и геройства»[9][10][7]